# Absolutely
Pour les articles homonymes, voir Absolutely.
Albums de Madness
One Step Beyond...
(1979) Seven
(1981)
Singles
1. Baggy Trousers
Sortie : 5 septembre 1980
2. Embarrassment
Sortie : 14 novembre 1980
3. The Return of the Los Palmas 7
Sortie : 16 janvier 1981

Absolutely est le deuxième album studio de Madness, sorti le 26 septembre 1980.
L'album s'est classé 2e au UK Albums Chart et 146e au Billboard 200.

## Liste des titres
| 1. | Baggy Trousers   | Chris Foreman, Graham McPherson | 2:45 |
| 2. | Embarrassment    | Mike Barson, Lee Thompson       | 3:13 |
| 3. | E.r.n.i.e.       | McPherson, Foreman              | 2:08 |
| 4. | Close Escape     | Foreman, Thompson               | 3:29 |
| 5. | Not Home Today   | McPherson, Mark Bedford         | 2:30 |
| 6. | On the Beat Pete | Thompson, Madness               | 3:05 |
| 7. | Solid Gone       | Chas Smash                      | 2:22 |

| 1. | Take It or Leave It        | Barson, Thompson                 | 3:26 |
| 2. | Shadow of Fear             | Barson, McPherson                | 1:58 |
| 3. | Disappear                  | Bedford, McPherson               | 2:58 |
| 4. | Overdone                   | Thompson, Foreman                | 3:45 |
| 5. | In the Rain                | McPherson, Madness               | 2:42 |
| 6. | You Said                   | Barson, McPherson                | 2:35 |
| 7. | Return of the Los Palmas 7 | Barson, Daniel Woodgate, Bedford | 1:57 |

| 15. | In the Rain (Single Version) (B-Side 'My Girl' 12 s)      | McPherson                                         | 2:48 |
| 16. | The Business (B-Side 'Baggy Trousers' 7 s)                | Barson                                            | 3:27 |
| 17. | Crying Shame (B-Side 'Embarrassment' 7 s)                 | Barson                                            | 2:40 |
| 18. | That's The Way to Do It (B-Side 'Los Palmas 7 min 7 s)    | Foreman                                           | 2:53 |
| 19. | El Regresso De Los Palmas 7 (Spanish Version)             | Woodgate, Bedford, Barson                         | 2:48 |
| 20. | Swan Lake (Live) (B-Side 'Los Palmas 7 min 12 s)          | Piotr Ilitch Tchaïkovski – Arrangements Barson    | 2:37 |
| 21. | Release Me/Close Escape/Solid Gone ("Patches" Flexi-Disc) | Foreman, Thompson, Williams, Miller, Yount, Smash | 5:06 |

## Musiciens
- Chris « Chrissy Boy » Foreman : guitares, sitar
- Graham « Suggs »McPherson : chant, percussions
- Mike « Monsieur Barso » Barson : vibraphone, marimba, harmonica, piano, orgue
- Daniel « Woody » Woodgate : batterie, extincteur
- Mark « Bedders » Bedford : basse
- Cathal « Chas Smash » Smyth : chant, trompette
- Lee « Kix »Thompson : saxophone ténor, saxophone baryton